# Orthonama favillacea
Orthonama favillacea är en fjärilsart som beskrevs av Paul Dognin 1914. Orthonama favillacea ingår i släktet Orthonama och familjen mätare. Inga underarter finns listade i Catalogue of Life.